# Свети Георги (Разлог)
Вижте пояснителната страница за други значения на Свети Георги.
„Свети Георги“ е българска възрожденска църква в град Разлог, България, част от Неврокопската епархия на Българската православна църква. Обявена е за паметник на културата с местно значение.
Църквата е разположена на старите гробища на града във Вароша. Изградена е в 1834 година и така е първият, но и най-малкият възрожденски храм в Разлог. В архитектурно отношение е трикорабна псевдобазилика с една апсида на изток. Над входа има каменен надпис:
| „ | Храм светаго и славнаго и всефалнаго великомученика Георгиа: ктитори и приложници Йоан Ботката: Михаил Фарфара: Цветко Кондев: Георги Рачов: Хаджи Тодор: Петър Татарски: Никола Дебелушин: Яне Ботков: Глиго Цоне: Коста Самарджи: Георги Лагадински: Джере Шишков и всем: православни христиане мали и велики що се обретаеха в град Мехомиа: 1834 поп Михаил: М: 3 | “ |

Иконостасът е триредов и по-голямата му част е изписана, а царските двери, кръжилата, люнетите над царските икони и венчилката са резбовани. На цокълните пана са изорисувани букети. Трите реда икони са отделени с рисувани лозници, в които са избразени и млад мъж с фустанела, фес и пушка, друг мъж, стрелящ срещу животно, змии, птици и херувими. Иконите са дело на неизвестен слаб зограф. Амвонът също е изписан с букети във вази и ибрици. Металният полилей, украсен с гроздове, листа и цветя, е дело на местни майстори.
В църквата има икони на основателя на Банската художествена школа Тома Вишанов- „Христос Вседържител“, „Успение Богородично“, „Новозаветна Троица с Короноване на Богородица“, датирани в последната четвърт на XVIII век.